# Butomopsis
Butomopsis é um género botânico pertencente à família Limnocharitaceae.